# 克里斯蒂安·马里乌斯·汉森
克里斯蒂安·马里乌斯·汉森（丹麥語：Christian Marius Hansen，1891年9月24日—1961年6月13日），丹麦男子竞技体操运动员。他曾代表丹麦获得1912年夏季奥运会体操比赛男子团体自由式铜牌。